# Parry Point
Parry Point är en udde i Antarktis. Den ligger i Östantarktis. Argentina och Storbritannien gör anspråk på området.
Terrängen inåt land är huvudsakligen lite kuperad. Trakten är obefolkad. Det finns inga samhällen i närheten.